# Église Saint-Dizant de Saint-Dizant-du-Bois
L'église Saint-Dizant est une église catholique située à Saint-Dizant-du-Bois, en France.

## Localisation
L'église est située dans le département français de la Charente-Maritime, dans la commune de Saint-Dizant-du-Bois.

## Protection
L'église Saint-Dizant est classée au titre des monuments historiques en 1910 et inscrit en 1991.